# ロンゴバルディ
ロンゴバルディ（イタリア語: Longobardi）は、イタリア共和国カラブリア州コゼンツァ県にある、人口約2,300人の基礎自治体（コムーネ）。

## 地理

### 位置・広がり

#### 隣接コムーネ
隣接するコムーネは以下の通り。
- ベルモンテ・カーラブロ
- フィウメフレッド・ブルーツィオ
- メンディチーノ